# Moriniak

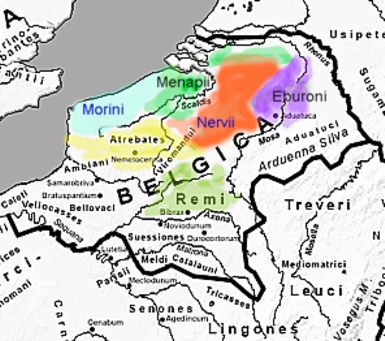

A moriniak feltehetően kelta vagy germán eredetű ókori törzs volt, a belga törzsszövetség tagja. A törzs szálláshelye nagyjából a mai Belgiumban található Nyugat-Flandria tartománynak felelt meg, nyugatra a nerviusoktól és a menapiusoktól, azon a részen, ahonnan Britanniába a legrövidebb átkelés esik.
A törzs az Északi-tenger partvonala melletti, alacsonyan fekvő, mocsaras-vizenyős területeket foglalta el, nagyjából a későbbi Flamand grófság elődjeként. Maga a "Flanders" is feltehetően elárasztott földet ("flooded land") jelentett eredetileg. Erdős és mocsaras földjük igen alkalmas volt a lúdtenyésztésre. A törzs tagjai cölöpökre építették házaikat a tengertől visszahódított területek és a kiszárítás alatt álló tavak, az ún. polderek mentén, nemritkán mesterséges magaslatokon (pol vagy terp), amelyeket ma is lehet látni. A moriniak sikeres gazdálkodást folytattak a tengertől visszahódított, termékeny területeken. Élénk kereskedelmi kapcsolatban álltak helyi és az Angliában kelta és germán törzsekkel, mint például a Kentben letelepedett britonok, vagy a mai Hollandia területén élő batávok.

## Eredetük
Nyelvükről és szokásaikról nem maradt fenn semmilyen információ, de egyik jelentős településüket, a mai Boulogne-sur-Mer városát Bononia néven ismerték a rómaiak, illetve Bonen néven a középkorban. Zosimus leírása szerint a város germán jellegzetességeket mutatott (Bononia germanorum). A legtöbb római szerző menapiusokkal együtt említi, akik germán eredetűek voltak. Azonban nem biztos, hogy a morini is germán törzs volt, sőt nem teljesen elfogadott elmélet egy teljesen külön kultúrába, az ún. Nordwestblock népei közé sorolja.
A törzs neve, a morini a kelta nyelvből származik, feltehetően "partmenti népet" jelölt (a kelta mori "tenger" or "tengeröböl" nyomán.  Más vélemények szerint az elnevezés a középkori flamand nyelv moer szavából, amely a poldert jelöli. A Franciaországban található területeik modern elnevezése Les Moëres, a.m. mocsarak.

## Későbbi történelmük
A törzset i. e. 33-23 között hódították meg a rómaiak és területeiket integrálták a Gallia Belgica provinciába. A Római Birodalom alatt a ma Franciaország területén található Therouanne (Terwaan) volt a legfontosabb városuk. Elsőként Szent Viktóriusz térítette őket keresztény hitre, de a 7. sz.-ban Szent Omernek újra kellett téríteni a térség lakosait.
A morini törzs leszármazottai feltehetőleg tovább élnek a belga Nyugat-Flandria tartományban, amely jórészt egybeesik a törzs régi szállásterületével. Nyugat-Flandriában a helyi lakosok a flamand egyik igen jellegzetes dialektusát beszélik ("West-Vlaams"), amit a többi flamand csak nehézkesen ért meg. A tartomány lakosai híresek zárkózott természetükről és szorgosságukról.